# Valeriano Martínez García
Valeriano Martínez García (Aldán, Pontevedra 1961-Santiago de Compostela, 6 de octubre de 2021), llamado también Tito Martínez, fue un economista, funcionario y político español. Fue consejero de Hacienda de la Junta de Galicia desde febrero de 2015 hasta su repentino fallecimiento en octubre de 2021.

## Biografía
Tras licenciarse en Ciencias Económicas y Empresariales en la Universidad de Santiago de Compostela y en Gestión Hospitalaria por la Escuela de Alta Dirección y Administración, aprobó la oposición de funcionario del cuerpo superior de administración general del Ministerio de Hacienda (1985).
En la administración autonómica, ocupó diversos cargos: director general de Recursos Humanos del SERGAS (1996-2002), director general de Transportes a las órdenes directas de Alberto Núñez Feijoo (2003-2005), auditor del Consejo de Cuentas de Galicia (2005- 2009), y secretario general de la Presidencia de la Junta (2009).
El 9 de febrero de 2015 fue nombrado consejero de Hacienda de la Junta de Galicia, presidido por Alberto Núñez Feijoo. Unos meses después se postuló en las listas del Partido Popular de Galicia - PPdeG y fue elegido diputado en el Parlamento de Galicia en las elecciones autonómicas de 2016.
En enero de 2017 dimitió como diputado al Parlamento de Galicia para dar entrada a otras personas en la Cámara de Hórreo. Fue reelegido en las elecciones de 2020 como miembro del Parlamento y en septiembre de 2021 volvió a dejar el escaño con muchos de los otros diputados que también eran consejeros.
Falleció al mediodía del 6 de octubre de 2021, en su despacho del edificio de San Caetano, a causa de una parada cardiorrespiratoria.

## Vida personal
Se había casado y tenía un hijo. Vivió las últimas décadas de su vida en Bueu.